# Donji Kladari
Donji Kladari (cyr. Доњи Кладари) – wieś w Bośni i Hercegowinie, w Republice Serbskiej, w gminie Srbac. W 2013 roku liczyła 172 mieszkańców.